# 발해 역사 논쟁
발해 역사 논쟁은 발해라는 고대 국가에 관하여 한국, 중화인민공화국, 러시아, 일본 사이에서 벌어지는 역사 논쟁이다.
한국은 일반적으로 발해를 고구려의 계승국가이자 한국 역사 남북국 시대의 일부로 본다.
반면, 중국의 학자들은 『당신서』에 발해인들이 고구려의 지배하에 있던 수모말갈에서 왔다고 나와 있다는 내용을 바탕으로, 『당신서』의 기록을 채택해 발해는 말갈족을 중심으로 창건되었으며 중국 동북부의 고대 민족국가에 속한다고 보고 있다.
러시아 역사학에서 발해는 퉁구스족의 최초의 고도로 조직화된 독립 국가로 보고 있다.